# Falkensteiner Berge
Falkensteiner Berge (513.1**) – mikroregion w łańcuchu Karpat Austriacko-Morawskich w Zewnętrznych Karpatach Zachodnich. Leży na terytorium Austrii (kraj związkowy Dolna Austria). 
Falkensteiner Berge to czwarte i ostatnie w kolejności (licząc od południa) pasmo wzgórz składających się na pasmo Dolnoaustriackich Gór Wyspowych. Wzgórza są zbudowane z ostańców z wapienia jurajskiego. Najwyższe wzniesienie - Galgenberg, 425 m n.p.m. Są otoczone przez równiny północnej części Pogórza Weinviertel w Dolnej Austrii. 